# غفور حسن‌پور
غفور حسن‌پور (۱۳۲۱ _ ۲۶ اسفند ۱۳۴۹) مبارز مارکسیست و چریک ایرانی، از اعضای سازمان چریک‌های فدائی خلق بود.

## زندگی و فعالیت
غفور حسن پور اصیل شیرجو پشت معروف به ایرج متولد سال ۱۳۲۱ در شهر لاهیجان است. حسن پور را باید یکی از اعضای فعال و سازمان دهنده، سازمان چریک‌های فدایی خلق ایران برشمرد. حسن پور سمپات محمد مجید کیان زاد (ناصری) و عضو گروه اول (گروه جزنی - ضیاء ظریفی) می‌باشد. شروع فعالیت حسن پور مصادف با اوایل دهه چهل شمسی و پس از ورود او به دانشگاه پلی تکنیک تهران در سال ۱۳۴۱ می‌باشد. حسن پور از طریق محمد الهی پناه و در زمان اوج فعالیت‌های جبهه ملی و با مطالعه آثاری مانند اطاعت کورکورانه نوشته خسرو روزبه که توسط الهی پناه در اختیارش قرار گرفته بود به حزب توده و مسائل سیاسی گرایش پیدا کرد.
به واسطه علاقمندی حسن پور به مسائل سیاسی روز، حسن پور علاوه بر مطالعه کتب امانی که از دفتر سازمان نگهبانان آزادی می‌گرفت و همچنین مطالعه نشریه پیام دانشجو و گوش دادن به نطق‌های مظفر بقائی رهبر حزب زحمتکشان ایران و از طریق ارتباط با محمد الهی پناه و شعاع الله مشیدی، اقدام به فراگیری زبان انگلیسی نمود و کتب زیادی را در خصوص مسائل اقتصادی و اجتماعی مطالعه کرد. او همچنین از بانیان و فعالان انجمن صنفی دانشگاه پلی تکنیک بود.

## آغاز فعالیت مشترک با چریک‌های فدایی خلق
در سال تحصیلی ۴۶–۴۵ در حالی که حسن پور سال آخر دانشکده بود به دعوت کیان زاد برای شرکت در جلسه‌ای به منزل ناصر طلوعی در حوالی میدان فوزیه می‌رود. حسن پور و طلوعی در این ملاقات با حسن ضیاء ظریفی آشنا می‌شوند. قرار این جلسه را بیژن جزنی به ظریفی داده بود. این دیدار آغاز فعالیت حسن پور با سازمان چریکهای فدایی خلق به‌شمار می‌آید. بعدها به پیشنهاد ضیاء ظریفی، حسن پور گروهی را در لاهیجان تشکیل می‌دهد که اعضای آن عبارت بودند از: ابوالقاسم طاهرپور، رحمت پیرونذیری، گداعلی بوستانی، رضا عابدین پور و اسکندر رحیمی
همچنین به در خواست کیان زاد، حسن پور ابتدا اتاقی در خیابانی به موازات خیابان شاه اجاره کرد که بعد از دستگیری ضیاء ظریفی تخلیه گردید. بعد از آن خانه‌ای در خیابانی به موازات خیابان ژاله و در حوالی مجلس شورای ملی و یک تک اتاق نیز در خیابان معین السلطان اجاره می‌کند. در خانه شماره ۴ حوالی مجلس او با اسم مستعار سیاوش با ناصر (علی اکبر صفایی فراهانی)، اکبر (محمد صفاری آشتیانی) و حسن (محمد چوپان زاده) و در تک اتاق خیابان معین السلطان نیز توسط محمود (کیان زاد) با هوشنگ (حمید اشرف) آشنا می‌شود.
غفور حسن پور از جمله افرادی بود که بعد از دستگیری گروه رهبری نقش بسزایی در بازسازی گروه ایفاء نمود. در این خصوص عباس جمشیدی رودباری می‌گوید: «اعضای گروه سیاهکل تقریباً همه به استثنای افراد قدیمی گروه جزنی (صفاری، صفایی و صادقی نژاد) توسط حسن پور رشد یافته و عضوگیری شدند از این دیدگاه حسن پور فعال‌ترین عضو گروه سیاهکل به حساب می‌آید»

## هستهٔ اولیه گروه جنگل
بعد از دستگیری‌های گسترده گروه رهبری در سال‌های ۴۷–۴۶، حسن پور از جمله افرادی بود که تصمیم به سازماندهی مجدد افراد گرفت. در این راستا او گروهی را در شهریور ماه ۴۷ تشکیل داد که از ۳ تیم تشکیل شده بود. این ۳ تیم عبارت بودند از: ۱- تیم اسلحه که در این تیم خودش، اسکندر رحیمی و رحمت پیرونذیری حضور داشتند. ۲- تیم شهر که اعضای آن عبارت بودند از هاشم فاضلی، مهدی سامع و حسین صفایی و ۳- تیم کوه که در این تیم حمید اشرف، ابراهیم نوشیروان پور کوچکسرایی و عباس دانش بهزادی بودند. از یک دیدگاه می‌توان عنوان کرد که این گروه هسته اولیه گروه جنگل بود که بعدها با اضافه شدن افرادی چون علی اکبر صفایی فراهانی و … تبدیل به گروه جنگل شد.

## اعدام
حسن‌پور در تاریخ ۲۳ آبان ماه ۱۳۴۹ زمانی که در حال خدمت به عنوان افسر وظیفه در نیروی شاهنشاهی بود دستگیر شد. برعکس آنچه رایج شده‌است دلیل دستگیری او در رابطه با گروه جنگل نبود بلکه دستگیری او به علت اعترافات مهدی فردوسی و مسعود نوابخش بود. حسن پور بعد از تحمل چند ماه شکنجه جان فرسا در زندان رژیم پهلوی سر انجام در ۲۶ اسفند ماه ۱۳۴۹ همراه با ۱۲ رفیق دیگرش که بعد از قیام سیاهکل دستگیر شده بودند در میدان تیر چیتگر تهران به جوخه اعدام سپرده شد.
مادر غفور پس از شنیدن خبر تیرباران فرزندش چنین می‌گوید: «انقلاب ایران همچون درخت تناوری است که ریشه‌های قطورش در دل خاک وطن جای دارد. پسر من و نظایر پسر من تنها شاخه‌های این درخت تناور هستند و دشمن تنها می‌تواند شاخه‌های این درخت را بزند ولی ریشه همچنان پا برجاست و با زدن هر شاخه، شاخه‌های بسیار خواهد رویید. پس من از مرگ فرزندم دلگیر نیستم، امید من به شاخه‌های جدید است.» 

## وصیت‌نامه
وصیت‌نامه کوتاه غفور حسن‌پور: «اینجانب غفور حسن پور وصیتی ندارم. یک عدد ساعت سیکو که از من در این بازداشتگاه گرفتند به مادرم بدهید و نیز تعدادی کتاب و اثاثیه در خانه در خیابان فخر رازی، کوچه دیده‌بان، شماره ۱۳۰ دارم که تحویل مادرم گردد در این لحظه آخر فقط به فکر پدر و مادرم و خواهر و برادرانم و به فکر وطنم و به فکر هزاران دهقان گرسنه می‌باشم.»